# شهرستان لاچین
لاچین (به لاتین: Laçın، بخشی از جمهوری آذربایجان است که از جنگ قره‌باغ به این سو تحت کنترل نیروهای ارمنی قرار داشت و پس از توافق آتش‌بس در آخرین ساعات ۳۰ ام نوامبر ۲۰۲۰ ارتش جمهوری آذربایجان کنترل این شهر را دوباره به دست گرفت.
همچنین بخش قابل توجه‌ایی از ساکنین این شهرستان را کُردها تشکیل می دهند.
در حد فاصل سال‌های 1923 تا 1929 منطقه خودمختار کردستان سرخ در ناحیه قره باغ فعلی با مرکزیت لاچین تشکیل شد.